# Veres Péter (muzeológus)
Veres Péter (Gyulafehérvár, 1957. március 15.–) erdélyi magyar építészmérnök, muzeológus, szerkesztő.

## Életútja, munkássága
A kolozsvári Műszaki Főiskolán építészmérnöki diplomát szerzett (1982). Ezt követően tíz évig a Hargita Megyei Telkesítő és Talajjavító Vállalatnál dolgozott. 1992-től a székelyudvarhelyi Haáz Rezső Múzeum munkatársa.
Tanulmányokat és cikkeket jelentetett meg a kortárs képzőművészetről, a művészet régi és új jelképeiről hazai és külföldi folyóiratokban: Areopolis, Belvedere, Rubicon, Korunk, National Geographic Magazine, Erdélyi Művészet, Hargita Népe, Udvarhelyi Híradó. Jelentős részt vállalt a Nagy Albert-életműkiállítás megszervezésében, nemzetközi konferenciák és mail art-kiállítások rendezésében. 1991-ben a Székelység szerkesztője volt, 2000-ben megindította és azóta szerkeszti a negyedévenként megjelenő Erdélyi Művészet c. folyóiratot. Kutatómunkájával jelentősen hozzájárul az egykori Udvarhely megye művészeti és néprajzi értékeinek föltárásához (Barabás Miklós székelyudvarhelyi tanárportréi, az oklándi húsvétkazetta, korondi fazekasság, Veress Mátyás oltárfestői működése, Szobotka Imre első kiállítása Székelyudvarhelyen, Székelyudvarhelyi képtár).
Támogatója és szerkesztője művészeti könyvek, monográfiák kiadásának (Pro memoria sorozat).

## Művei
- Székelyderzs; Országos Dávid Ferenc Ifjúsági Egylet, Kolozsvár, 1997
- Segédlet falumonográfia írásához; Litera, Székelyudvarhely, 1999
- Dávid László–Oláh Sándor–Veres Péter: Homoródkarácsonyfalva; Litera, Székelyudvarhely, 1999 (Falufüzetek)
- A csodaszarvas / Fehérlófia / A táltos kecske; szerk. Veres Péter; Litera, Székelyudvarhely, 2003 (Pro memoria)